# Itzjak Ben-Zvi
Yitzhak Ben-Zvi (en hebreo: יִצְחָק בֶּן־צְבִי‎; Poltava, 24 de noviembre de 1884-Jerusalén, 23 de abril de 1963) fue un historiador, líder sionista laborista y el presidente de Israel con más años de servicio.

## Biografía

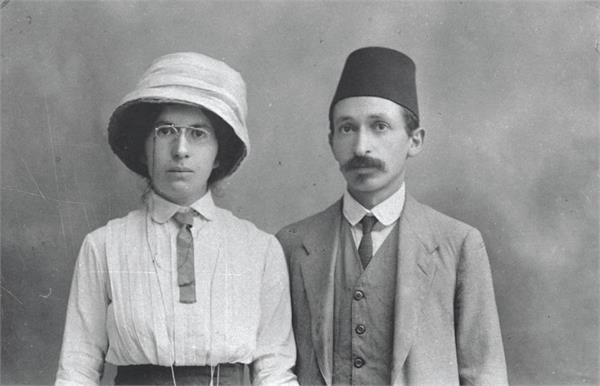
Ben Zvi con Rachel Yanait en 1913.

Nacido en Poltava, Imperio Ruso, (actualmente Ucrania), Ben-Zvi era el hijo mayor de Zvi Shimshelevich, quien más tarde tomó el nombre de Shimshi. Miembro de los movimientos B'ne Moshe y Hoveve Zion en Ucrania, fue (con Theodore Herzl) uno de los organizadores del primer Congreso Sionista en Basilea, Suiza, en el otoño de 1897. En ese Congreso se fundó la Organización Sionista Mundial y se anunció la intención de restablecer un estado judío. Shimshi fue el único organizador del primer Congreso Sionista que vivió para ver el nacimiento del moderno Estado de Israel en 1948. El 10 de diciembre de 1952, Zvi Shimshi fue honrado por el primer Knesset israelí con el título de "Padre del Estado de Israel".
Los padres de Yitzhak Ben-Zvi fueron desterrados a Siberia tras el descubrimiento de un alijo de armas que había escondido en su casa.
El hermano de Ben-Zvi era el autor Aharon Reuveni, y su cuñado era el arqueólogo israelí Benjamin Mazar.
Ben Zvi tuvo una educación judía formal en un Jeder de Poltava y luego en el Gymnasium local. Completó su primer año en la Universidad de Kiev estudiando ciencias naturales antes de abandonar para dedicarse a la recién formada Poalei Zion de Rusia, que cofundó con Ber Borochov .
En 1918, Ben-Zvi se casó con Rachel Yanait, una compañera activista de Poalei Zion. Tuvieron dos hijos: Amram y Eli. Eli murió en la Guerra de independencia de Israel, defendiendo su kibutz, Beit Keshet.

## Activismo sionista
Tras el arresto de Borochov, marzo de 1906, y el posterior exilio en Estados Unidos, Ben Zvi se convirtió en líder del Poalei Zion ruso. Trasladó su sede de Poltava a Vilna y estableció una editorial, el Hammer, que produjo el periódico del partido, The Proletarian Idea. En abril de 1907, habiendo sido arrestado dos veces y bajo la vigilancia de la policía secreta zarista, Ben-Zvi hizo aliyá. Viajó con papeles falsificados. Era su segunda visita a Eretz Israel. A su llegada a Jaffa cambió su nombre a Ben Zvi - Hijo de Zvi. Encontró el Poalei Zion local dividido y en desorden. Ligeramente mayor y con más experiencia que sus camaradas, tomó el mando y, al mes siguiente, organizó una reunión de unos 80 miembros. Él y un rostoviano, un grupo marxista estricto de Rostov, fueron elegidos como el nuevo Comité Central. Se invirtieron dos de los principios fundacionales del partido: el yiddish, no el hebreo, debía ser el idioma utilizado y el proletariado judío y árabe debía unirse. Se acordó publicar un diario del partido en yiddish - Der Anfang. La conferencia también votó que Ben Zvi e Israel Shochat deberían asistir al 8.º Congreso Sionista Mundial en La Haya. Una vez allí, generalmente eran ignorados. Se quedaron sin dinero en el viaje de regreso y tuvieron que trabajar como porteadores en Trieste. De vuelta en Jaffa, celebraron otra reunión, el 28 de septiembre de 1907, para informar sobre la conferencia de La Haya. En la primera noche de la conferencia, un grupo de nueve hombres se reunió en la habitación de Ben Zvi donde, jurando guardar el secreto, con Shochat como líder, acordaron establecer una organización militar clandestina: Bar-Giora, que lleva el nombre de Simon Bar Giora. Su lema era: "Judea cayó a sangre y fuego; Judea se levantará de nuevo a sangre y fuego". Ben Gurion no fue invitado a unirse y fueron sus políticas las que fueron anuladas en abril. A pesar de esto, Ben Zvi intentó sin éxito invitar a Ben Gurion al Comité Central. Al año siguiente, Ben Zvi fue uno de los miembros fundadores de Hashomer.
En la primavera de 1910, Poalei Zion decidió lanzar un periódico socialista en hebreo en Jerusalén. Se llamaba Ha'ahdut y Ben Zvi persuadió a Ben Gurion para que se uniera como corrector de pruebas y traductor. La comunidad haderi de Jerusalén se negó a alquilarles habitaciones. En la conferencia de Poalei Zion celebrada en abril de 1911, Ben Zvi anunció su plan de mudarse a Constantinopla para estudiar derecho otomano. Al año siguiente, muchos de los activistas de la segunda Aliya se habían reunido en la capital otomana, con Shochat, Ben Gurion, Moshe Sharet, David Remez, Golda Lishansky, Manya Wilbushewitch y Joseph Trumpeldor. Como principal teórico de Poalei Zion en 1912, publicó un ensayo en dos partes argumentando que, en determinadas circunstancias, los intereses nacionales judíos deben prevalecer sobre la solidaridad de clase y que los trabajadores árabes deben ser excluidos de los Moshavot y del sector judío.
En 1915, a pesar de pedir a los judíos que se convirtieran en ciudadanos otomanos e intentar reunir una milicia en Jerusalén para luchar del lado otomano en la Primera Guerra Mundial, tanto Ben Zvi como Ben Gurion fueron expulsados a Egipto. De allí viajaron a Nueva York donde llegaron luciendo sus tarbushes. En Estados Unidos se dispusieron a reclutar miembros de Paolei Zion para luchar del lado otomano. Cuando esto fracasó, él y Ben Gurion se embarcaron en educar a los seguidores de Paolei Zion sobre los proyectos de asentamiento en Eretz Israel. Esto resultó en la publicación de Eretz Israel - Pasado y presente (1918), que tuvo varias ediciones y vendió 25.000 copias. Inicialmente, Ben Zvi iba a ser coeditor, pero Ben Gurion terminó dominando todos los aspectos y, a pesar de escribir sobre un tercero, Ben Zvi obtuvo poco reconocimiento.
Al regresar a Palestina se casó con Golda Lishansky que había permanecido en el país durante toda la guerra.
En 1919 fue uno de los fundadores de Ahdut Ha'Avoda, que ayudó a remodelar como un partido socialdemócrata no marxista, que se unió a la Organización Sionista Mundial burguesa en lugar de a la Internacional Comunista. Con su conocimiento del idioma árabe, Ben Zvi estuvo a cargo de la política hacia los árabes. En 1921 publicó un ensayo sobre el nacionalismo árabe en el que argumentaba que no había un verdadero movimiento de liberación árabe sino un intento de la élite, la clase Efendi, de retener el poder, que no tenía apoyo popular y que el sionismo era bueno para el campesinado árabe (Felahin). Fue jefe del departamento de trabajo árabe de Poalei Zion, a pesar de esto se opuso a una huelga ferroviaria de 1922 de trabajadores árabes y judíos en Haifa, y en 1923 bloqueó una huelga amenazada por trabajadores árabes en Yafo y Lod. Entre 1925 y 1928 produjo un semanario sionista en árabe llamado al-'Umma (Unidad Obrera). En 1926, Ahdut Ha'avoda decidió cesar todos los esfuerzos por sindicalizar a los trabajadores árabes y prohibir que los árabes se unieran a la recién formada Histadrut.
En 1931 fue elegido presidente de Va'ad Leumi.

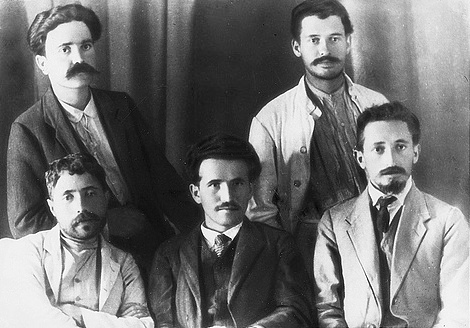
Redacción de Ha-Achdut, 1910. De izquierda a derecha; sentados: Yitzhak Ben-Zvi, David Ben-Gurion, Yosef Haim Brenner ; de pie – A. Reuveni, Ya'akov Zerubavel

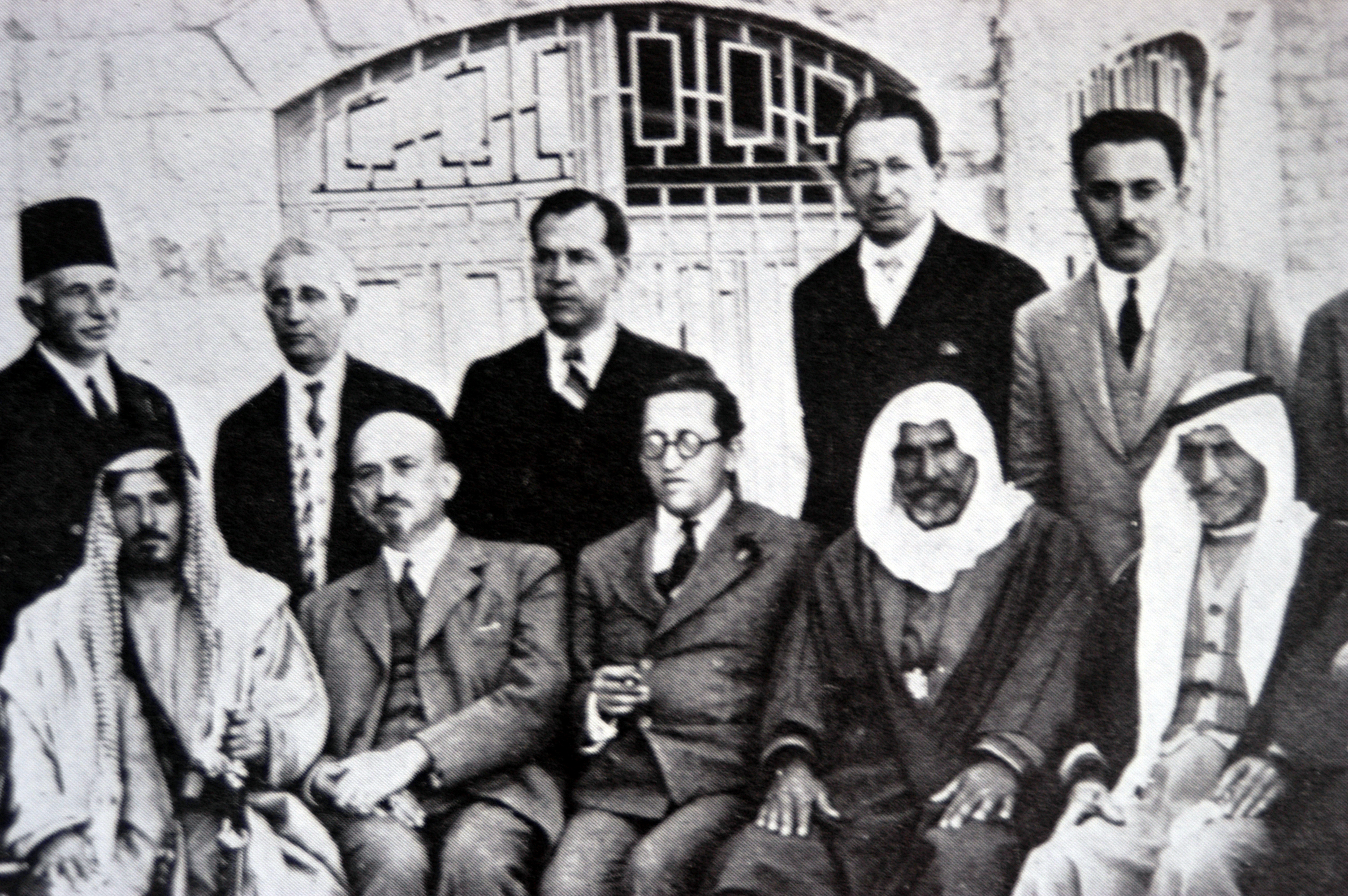
Yitzhak Ben-Zvi (de pie, segundo desde la derecha) en una reunión con líderes árabes en el Hotel King David, Jerusalén, 1933. También aparecen en la foto Chaim Weizmann (sentado, segundo desde la izquierda), Haim Arlosoroff (sentado, centro) y Moshe Shertok (Sharett) (de pie, a la derecha).

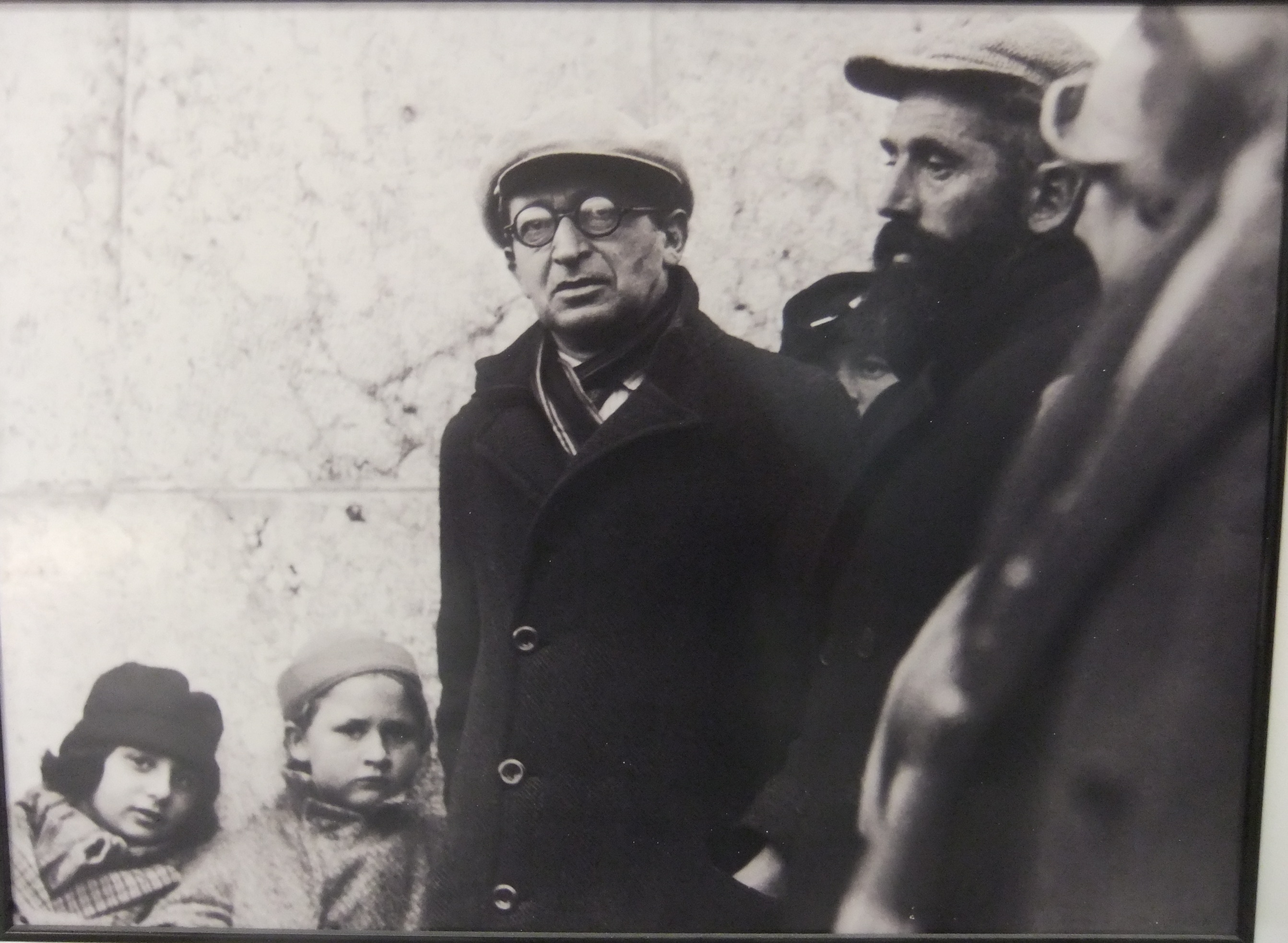
Yitzhak Ben Zvi en Tel Hai, 1934

Ben-Zvi sirvió en la Legión Judía (1.er batallón de Judea 'KADIMA') junto con Ben-Gurion. Ayudó a fundar el partido Ahdut HaAvoda en 1919 y se volvió cada vez más activo en la Haganá. Según Avraham Tehomi, Ben-Zvi ordenó el asesinato en 1924 de Jacob Israël de Haan. De Haan había llegado al Mandato británico como un ferviente sionista, pero se había vuelto cada vez más crítico con las organizaciones sionistas, prefiriendo una solución negociada a la lucha armada entre judíos y árabes. Así es como Tehomi reconoció su parte en el asesinato más de sesenta años después, en una entrevista en la televisión israelí en 1985: "He hecho lo que la Haganá decidió que debía hacerse. Y nada se hizo sin la orden de Yitzhak Ben-Zvi. No me arrepiento porque él [de Haan] quería destruir toda nuestra idea del sionismo".

## Carrera política
Ben Zvi fue elegido miembro del Ayuntamiento de Jerusalén y en 1931 se desempeñó como presidente del Consejo Nacional Judío, el gobierno en la sombra de la comunidad judía en Eretz Israel del Mandato. Cuando Israel obtuvo su independencia, Ben-Zvi estuvo entre los firmantes de su Declaración de Independencia el 14 de mayo de 1948. Sirvió en la Primera y Segunda Knesset para el partido Mapai. En 1951, Ben-Zvi fue nombrado uno de los miembros interinos del Comité de Nombramiento del Gobierno, cuyo deber era decidir los nombres apropiados para los asentamientos recién construidos.

## Carrera pedagógica e investigadora
En Yafo, Ben Zvi encontró trabajo como maestro. En 1909, organizó la escuela secundaria Gymnasium Rehavia en el barrio Bukharim de Jerusalén junto con Rachel Yanait.
En 1948, Ben-Zvi dirigió el Instituto para el Estudio de las Comunidades Judías Orientales en el Medio Oriente, más tarde llamado Instituto Ben-Zvi (Yad Ben-Zvi) en su honor. El Instituto Ben-Zvi ocupa la casa de Nissim Valero. Su principal campo de investigación fueron las comunidades y sectas judías de Asia y África, incluidos los samaritanos y los caraítas.

## Presidencia
Fue elegido presidente de Israel el 8 de diciembre de 1952, asumió el cargo el 16 de diciembre de 1952 y continuó en el cargo hasta su muerte.
Ben-Zvi creía que el presidente debería ser un ejemplo para el público y que su hogar debería reflejar la austeridad de los tiempos. Durante más de 26 años, él y su familia vivieron en una choza de madera en el barrio de Rehavia de Jerusalén. El Estado de Israel se interesó en la casa adyacente, construida y propiedad de Nissim y Esther Valero, y la compró, después de la muerte de Nissim, para proporcionar espacio adicional para la residencia del presidente. Se utilizaron dos estructuras de madera más grandes en el patio para recepciones oficiales.

## Premios y reconocimientos
En 1953, Ben-Zvi recibió el Premio Bialik de pensamiento judío.
La foto de Ben-Zvi aparece en los billetes de 100 NIS . Muchas calles y bulevares de Israel llevan su nombre. En 2008, la cabaña de madera de Ben-Zvi se trasladó al kibutz Beit Keshet, que su hijo ayudó a fundar, y el interior se restauró con su mobiliario original. La casa Valero en el barrio de Rehavia fue designada edificio histórico protegido por ley bajo el plan municipal 2007 para la preservación de sitios históricos.

## Obras publicadas
- Coming Home, traducido del hebreo por David Harris y Julian Metzer, Tel Aviv, 1963
- Derakhai Siparti, (Jerusalén, 1971)

## Galería

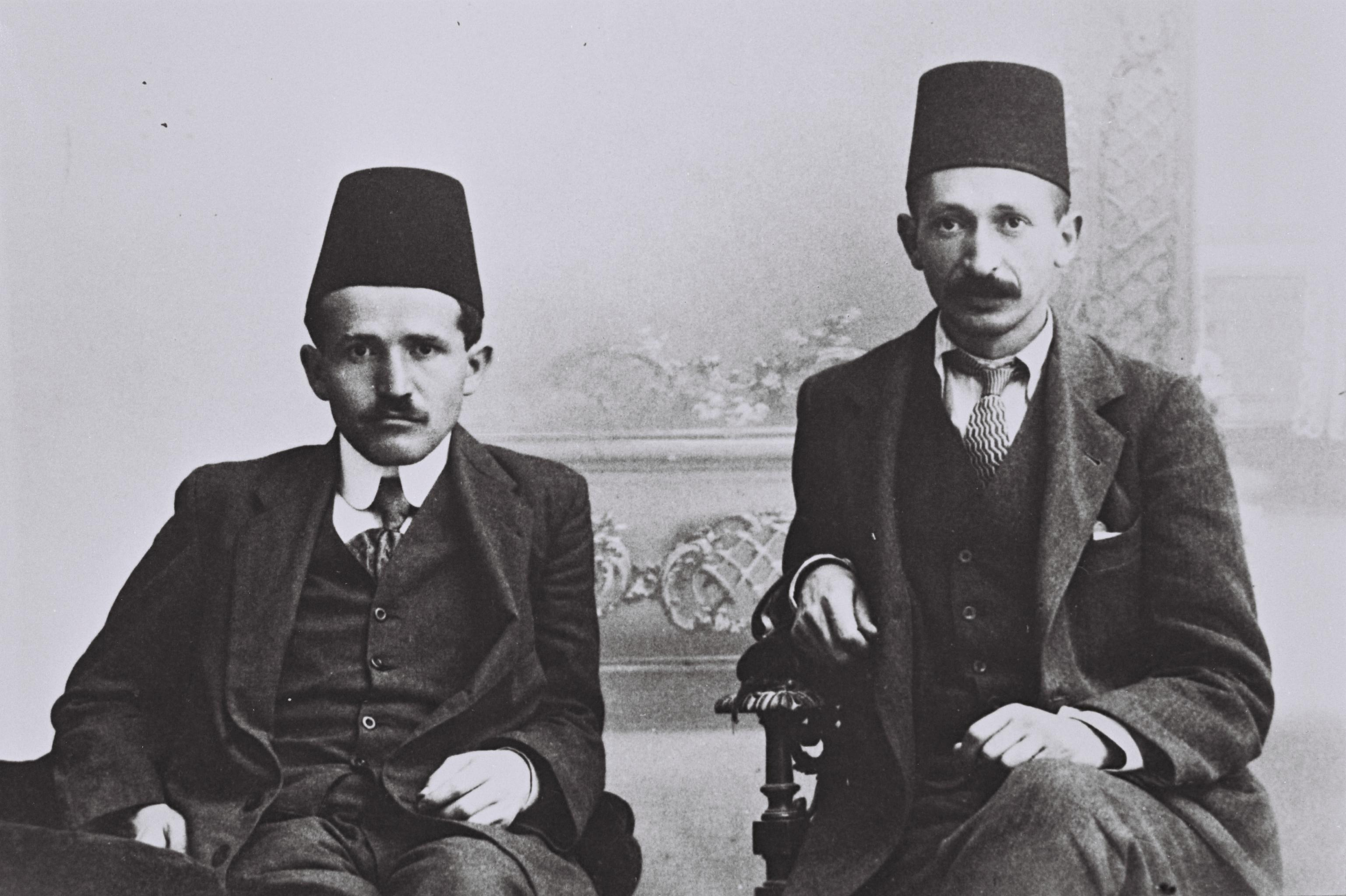
Con Ben Gurion en Estambul, octubre de 1912
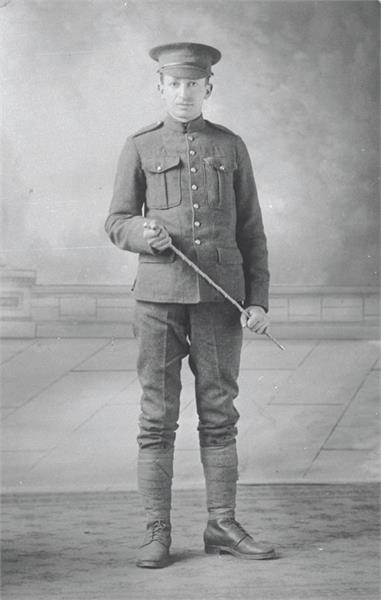
Soldado Yitzhak Ben-Zvi como voluntario en la Legión Judía, 1918
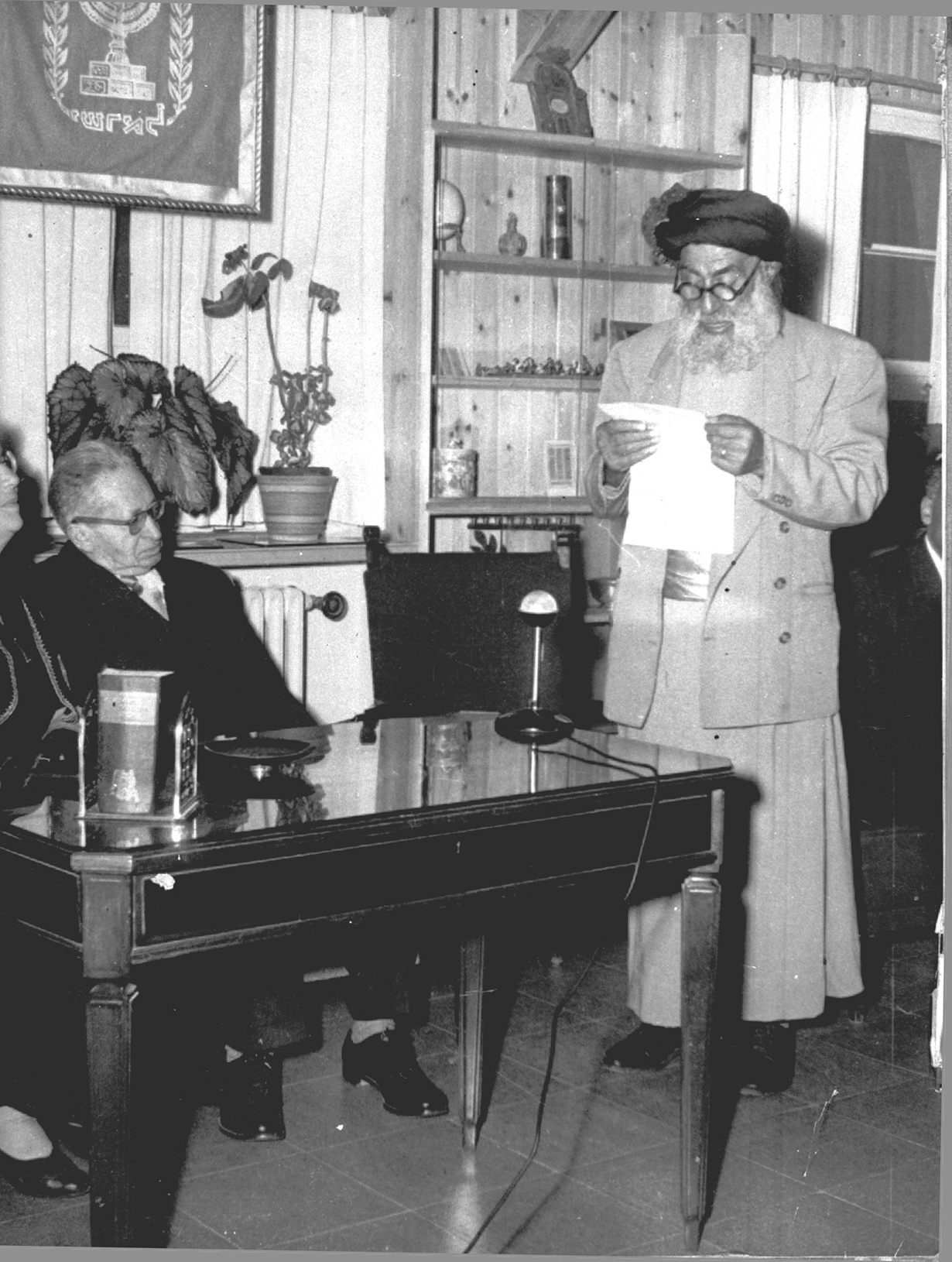
El rabino Moshe Gabai solicita al presidente Zvi que ayude a la comunidad judía en Zacho, Irak, 1951
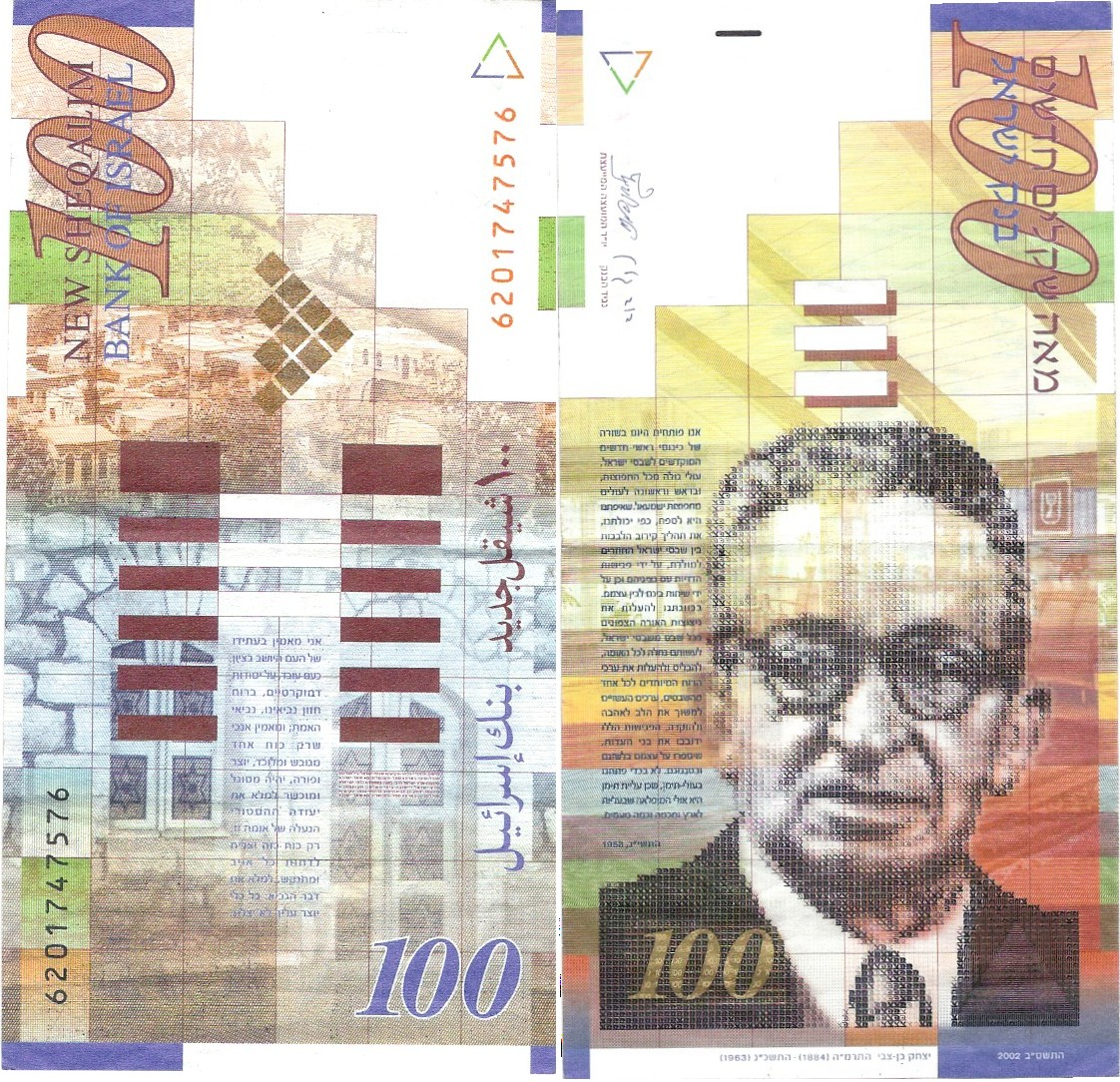
Billete de 100 nuevos shekel israelíes